# Mungeranie
Mungeranie, alternativ auch als Mungerannie Hotel oder Mungerannie Station bekannt, ist ein Weiler mit 63 Einwohnern im australischen Outback. Mungeranie liegt am Birdsville Track 204 km nördlich von Marree im Nordosten von South Australia. Der nächste Ort nördlich ist das 313 km entfernte Birdsville kurz hinter der Grenze von Queensland.
The Name „Mungeranie“ ist der Sprache der örtlichen Aborigines entlehnt und bedeutet „großes, hässliches Gesicht.“
Der Weiler besteht aus einem Hotel mit der einzigen Treibstoffzapfanlage auf dem Birdsville Track und einer Landebahn. Der Derwent River liegt unmittelbar am Weiler. Dieser ist allerdings kein Fluss, sondern ein vom Großen Artesisches Becken gespeistes Wasserloch. Die weitere Umgebung Mungeranie wird von den Strzelecki und Simpsonwüsten sowie der Sturts-Steinige-Wüste bestimmt.